# Charles Lacy Sweet

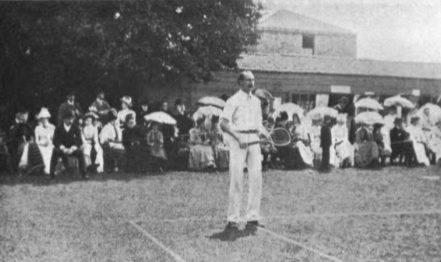
Sweet

Charles Lacy Sweet (* 24. Januar 1861 in Clifton, Bristol; † 2. November 1892 ebenda) war ein englischer Tennisspieler.
Sweet nahm ab 1882 an Tennisturnieren teil. Von 1887 bis 1890 trat er bei den Wimbledon Championships an, wobei er 1887 das Halbfinale erreichte. Er war ein guter Freund der Brüder Ernest und William Renshaw. 1890 spielte er mit seinem Partner Henry Grove bei den Southern India Championships im indischen Kalkutta.
Nachdem Sweet noch im August 1892 an einem Turnier in Exmouth teilgenommen hatte, starb er unerwartet drei Monate später im Alter von nur 31 Jahren.